# Villa Pisani (Montagnana)
Villa Pisani (ora Placco) è una villa suburbana situata a Montagnana in provincia di Padova, progettata nel 1552 da Andrea Palladio sotto la committenza di Francesco Pisani, cardinale e vescovo figlio di Giovanni Pisani della famiglia Pisani Moretta dal Banco. La villa venne realizzata tra il 1553 e il 1555 appena al di fuori delle mura di Montagnana; la sua facciata guarda sulla strada che prosegue lungo porta Padova e continua per la Rocca degli alberi di Montagnana.
È inserita dal 1996 nella lista dei patrimoni dell'umanità dell'UNESCO assieme alle altre ville palladiane del Veneto.

## Storia

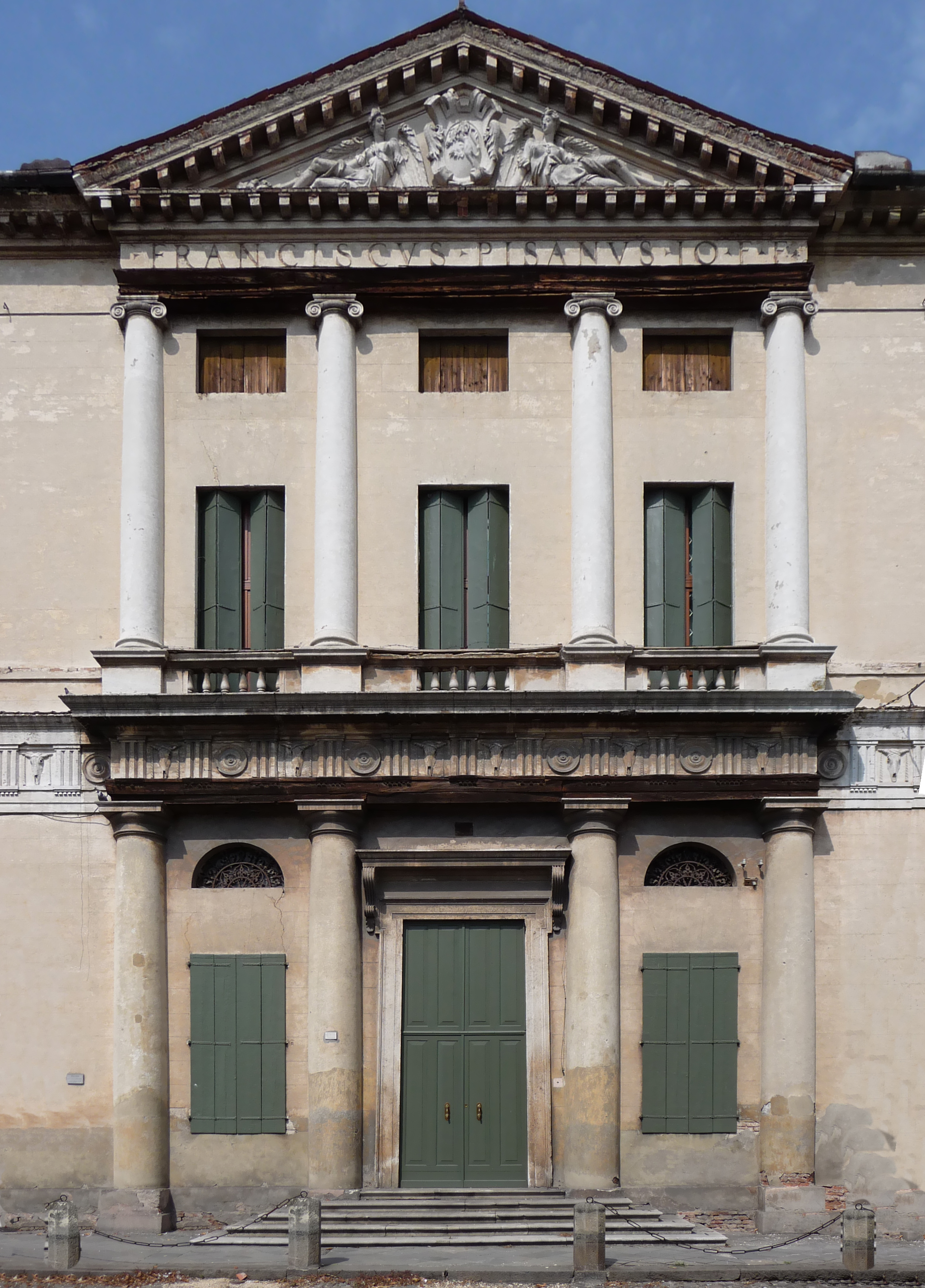
La facciata verso la strada, con il doppio ordine di semicolonne (immagine rettificata)

I Pisani (del ramo Moretta dal Banco) erano potenti e influenti patrizi veneziani. Giovanni Pisani, padre del committente Francesco Pisani, iniziò a comprare lotti di terreno nell'area dove sorgerà la villa fin dal 1516, in seguito Francesco continuerà questi acquisti e nel 1552 acquistò un lotto all'incrocio di due strade, designato per la realizzazione dell'edificio; presumibilmente fu scelto proprio questo appezzamento per sfruttare il piccolo corso d'acqua che ancora oggi scorre al di sotto dell'ala sinistra, probabilmente per refrigerare le stanze; lo stesso corso d'acqua alimentava degli antichi mulini di proprietà dei Carraresi, sui quali sembra che i Pisani godessero di un certo controllo, questi elementi portano a considerare la villa più che collegata ad attività agricole, associata ad attività industriali, dalla stessa planimetria si nota che il riferimento va ad un palazzo urbano stretto ai lati da altri edifici.
La chiamata di Francesco Pisani al Palladio per la progettazione della villa, dopo il determinante sodalizio dello stesso Palladio con Daniele Barbaro intorno al 1550, è il primo e concreto riconoscimento che il patriziato veneziano dà all'artista, durante la fase di riorganizzazione della Serenissima sulla terraferma. 
Il cantiere è sicuramente attivo durante il settembre 1553, in quanto il 25 settembre 1553 il notaio Gianmaria Corradini si riferiva all'edificio in un atto notarile, quindi la costruzione doveva essere in uno stato avanzato e pressoché agibile, poco dopo il 7 ottobre, lo stresso Corradini stipula un trattato all'interno dell'edificio, altra traccia evidente dello stato alquanto avanzato dei lavori.  Allo stesso tempo, ovvero durante il mese di ottobre e di novembre il committente non viveva ancora stabilmente nella villa, preferendo abitare in casa del patrizio veneziano Giovanni Cavalli, proprietario di un palazzo nelle immediate vicinanze.
Con buona probabilità Palladio presiedette ai lavori per qualche tempo, difatti il 7 novembre 1553 sappiamo con certezza si trovasse presso l'abitazione di Francesco Pisani a Montagnana; sappiamo inoltre con certezza che Palladio soggiornò spesso presso i Pisani, avendo instaurato un rapporto d'amicizia con la famiglia committente dopo l'ultimazione dei lavori di costruzione.
Il cantiere risulta concluso nel 1555. A conferma di ciò vi è un atto del 28 giugno 1555 che allude alla nuova costruzione e residenza di Francesco Pisani, quindi i lavori dovevano essere oramai conclusi, compresa la decorazione plastica, ovvero Le quattro stagioni dell'atrio, la Fame e lo stemma del timpano in facciata, realizzata dallo scultore Alessandro Vittoria.

### Progetto
Il palazzo, edificio rappresentativo dello status sociale della famiglia Pisani, venne progettato tra il 1552 e il 1553 dall'architetto Andrea Palladio e sarebbe sorto al posto della vecchia abitazione dei Pisani, acquistata dal padre di Francesco Pisani. Secondo alcuni studiosi la villa si accorda a soluzioni stilistiche precedenti, ma abbastanza vicine cronologicamente, come Palazzo Chiericati a Vicenza. Allo stesso tempo, presenta degli agganci che permettono di collegare la villa a costruzioni appena successive, come Villa Cornaro a Piombino Dese e Palazzo Antonini a Udine.
Il prospetto con una impostazione chiamata "loggia sopra loggia" che discende dalla fabbrica Chiericati, sarà destinato ad essere utilizzato più volte e modificato altrettante dallo stesso Palladio in opere successive; presenta per questa villa un assetto molto promettente, con le due colonne addossate sul fronte anteriore e due colonne libere sul fronte posteriore. 
Il progetto della villa Pisani di Montagnana venne illustrato dallo stesso Andrea Palladio nel celebre trattato I quattro libri dell'architettura pubblicato a Venezia nel 1570, motivo per il quale l'attribuzione del progetto a lui è certa. Palladio descrive con le seguenti parole la fabbrica progettata per Francesco Pisani: 
()
La descrizione è corredata da una tavola raffigurante la pianta e il prospetto principale della villa. 
Il testo e i disegni palladiani nei Quattro libri dell'architettura non corrispondono fedelmente alla villa realizzata a Montagnana ed è possibile ipotizzare che siano frutto di un ampliamento a posteriori dell'invenzione realizzata. Il progetto di Palladio descrive un edificio costituito da un corpo centrale a pianta rettangolare raccordato ai lati dell'edificio mediante portali ad arco trionfale alle due ali laterali, ovvero due ulteriori edifici di larghezza inferiore rispetto al corpo centrale ma di uguale lunghezza, che avrebbero ospitato la cucina, le stanze dei servitori, ed eventuali spazi di servizio. L'attuale Villa Pisani a Montagnana è costituita da un unico corpo centrale completo senza alcuna rovina, le facciate esterne non presentano alcuna interruzione, anzi, risultano visivamente collegate dal fregio dorico del primo ordine che cinge tutto il perimetro dell'edificio. Anche il corpo centrale differisce di alcuni dettagli descritti nel progetto: l'assenza delle 3 statue del frontone, la differente porta d'ingresso, l'assenza delle 8 nicchie dell'atrio.

#### Studi riguardo al progetto

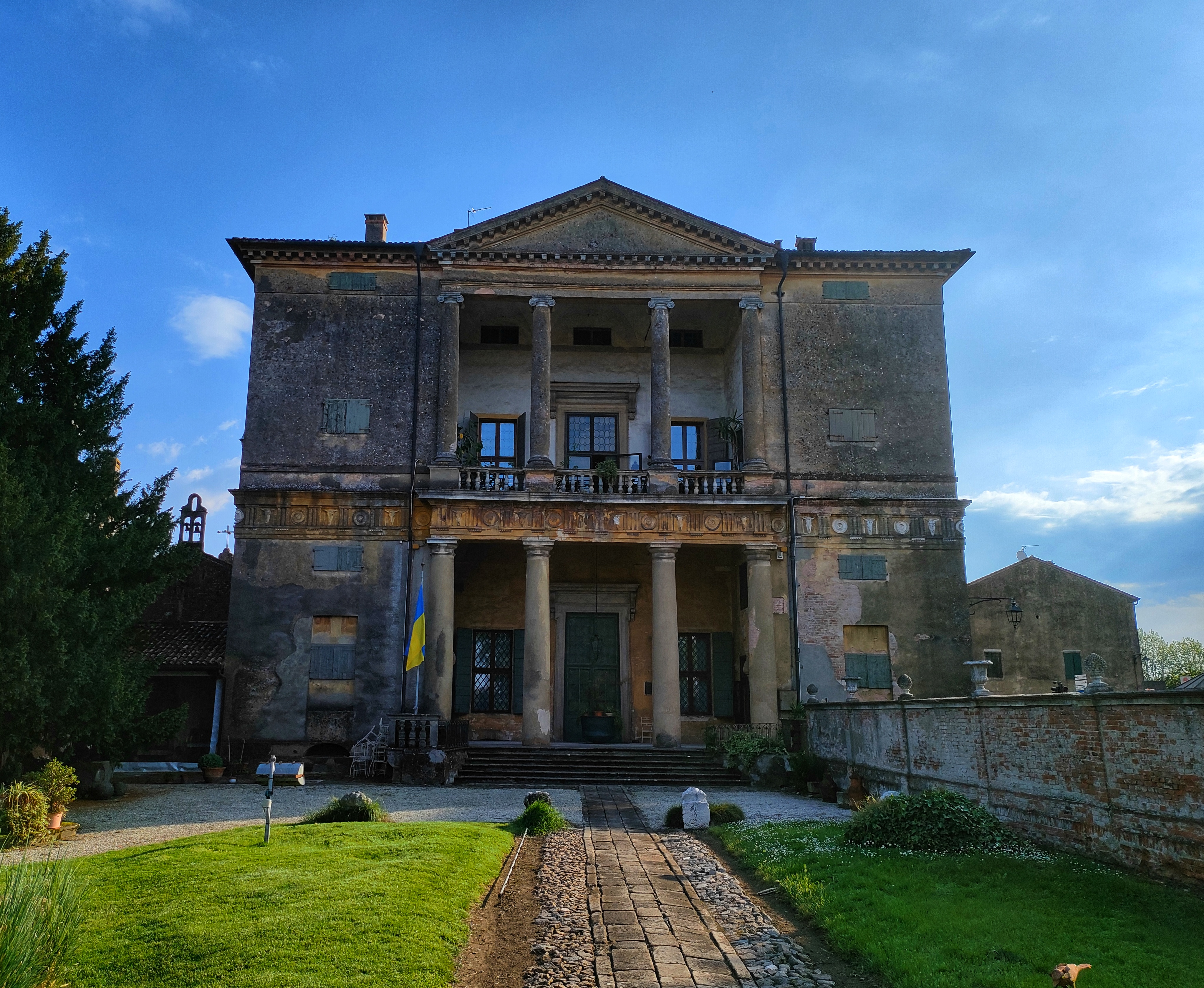
La facciata posteriore della Villa Pisani

Le problematiche legate alle differenze tra il progetto della Villa Pisani presente nei Quattro libri dell'architettura e la stessa villa a Montagnana hanno indotto molti studiosi palladianisti a dare una spiegazione a queste differenze, dando esistenza a diverse teorie:
Giangiorgio Zorzi arrivò a concludere che l'edificazione delle due ali laterali illustrate e descritte nel trattato non sarebbe stata possibile in quanto dovrebbero essere state collocate, l'ala ovest sopra una strada pubblica e lungo il fossato delle mura, mentre la ala est nel terreno che era occupato da una chiesetta fiancheggiante la villa. Per Zorzi le due ali erano state progettate da Palladio a posteriori, come un'aggiunta ideale dell'architetto da offrire al lettore per dare sfarzosità alla villa oppure per rendere più esemplare il modello di “fabrica” da lui ideato, e descriverlo così nel suo trattato.
Quest'ultima ipotesi è appoggiata dagli studiosi Pane, Lionello Puppi, Boucher, Donata Battilotti, Sambin de Norcen.
Renato Cevese ipotizzò che il progetto dovesse avere una diversa orientazione rispetto alla fabrica realizzata, che dava la facciata verso le mura e permetteva la presenza delle 2 ali laterali, delle quali una scavalcava la strada principale che portava da Padova alla porta di San Zeno.
Anne Kolb nel suo libro libro Roman Roads: New Evidence - New Perspectives nel capitolo New evidence for villa pisani a Montagnana dedusse nuove considerazioni grazie opportune misurazioni, le quali evidenziarono che non c'erano contraddizioni tra il progetto e lo spazio in cui è stata edificata la villa Pisani, l'ala est avrebbe occupato un terreno di proprietà dei Pisani (la chiesetta fu costruita nel settecento) mentre l'ala ovest avrebbe scavalcato con un varco sufficiente la strada di circonvallazione esterna delle mura, arrivando fino all'argine esterno delle fosse pubbliche. Probabilmente Francesco Pisani sperava di acquisire questi terreni per completare il progetto di Palladio, ma senza successo.

## Descrizione
L'edificio è sia palazzo di città sia residenza suburbana, privo di parti destinate a funzioni agricole. Per la prima volta compare in una villa un doppio ordine di semicolonne e un doppio loggiato coronato da timpano, soluzione già incontrata in palazzo Chiericati. Il tutto è cinto da un ininterrotto ed elegante fregio dorico su una tessitura di intonaco bianco a bugne graffite, che divide il piano terra da quello superiore. Nel fronte verso il giardino la bidimensionalità della parete si movimenta nello scavo plastico del portico e della loggia superiore.

### Pianta

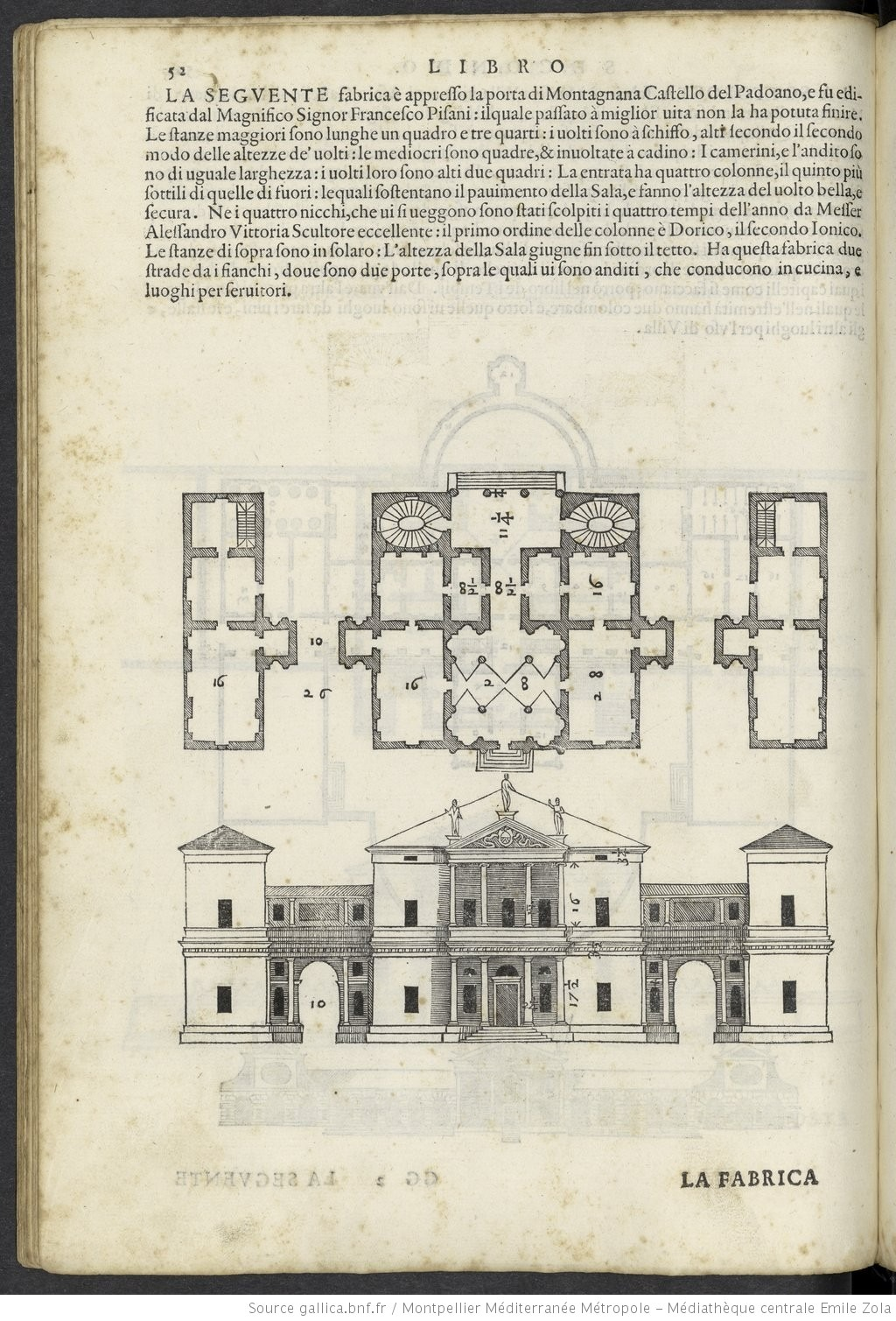
Pagina 52 del secondo libro de I quattro libri dell'architettura di Andrea Palladio

La pianta della villa è descritta secondo rapporti proporzionali, sviluppati nel medesimo schema su due livelli; come in altri esempi della produzione palladiana la villa presenta un asse longitudinale che corrisponde all'asse di simmetria, l'ingresso al piano inferiore è costituito dall'atrio a quattro colonne, fiancheggiato da ambienti di identiche dimensioni fra loro. La pianta riprende lo schema tipico di Palladio di suddividere l'edificio in stanze di dimensioni grande-media-piccola alternate secondo lo spazio disponibile. Villa Pisani a Montagnana ha un rapporto delle dimensioni delle stanze progressivo decrescente, simmetrico nell'ala destra e nell'ala sinistra, che inizia dall'atrio a 4 colonne e segue con stanza grande, media e piccola; infine vi sono delle scale a chiocciola ovate ricavate ai lati della loggia, sviluppata su entrambi i livelli, che guarda verso il giardino posteriore della villa.

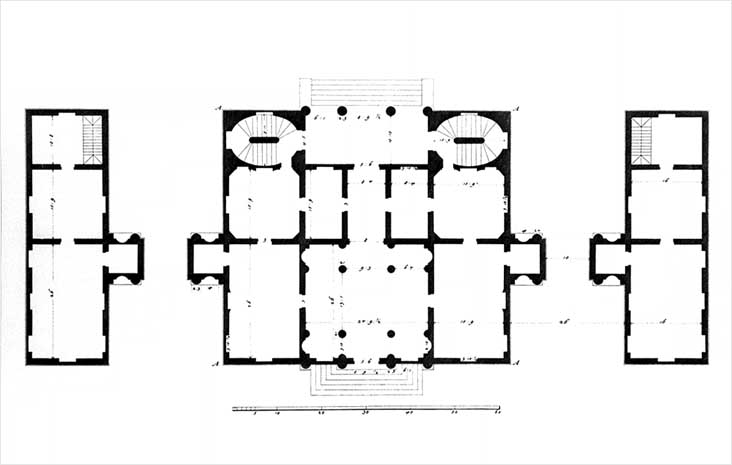
Pianta (Ottavio Bertotti Scamozzi, 1778)
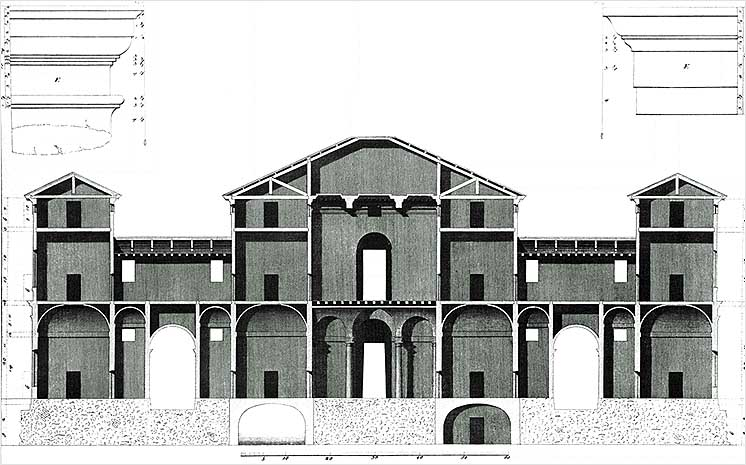
Sezione longitudinale (Ottavio Bertotti Scamozzi, 1778)
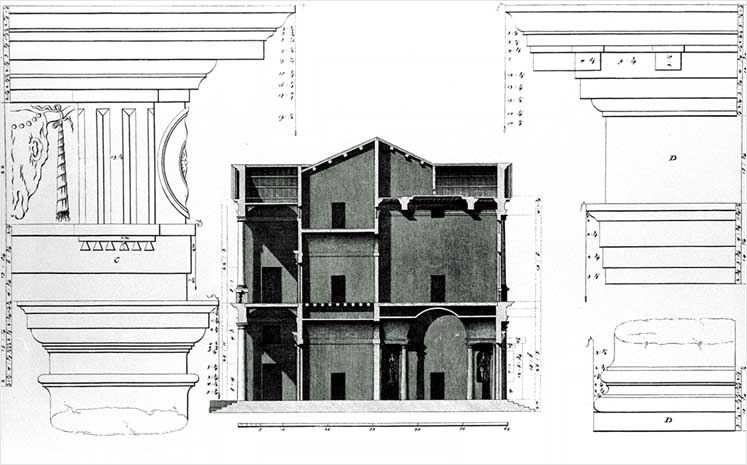
Sezione trasversale (Ottavio Bertotti Scamozzi, 1778)

### Esterno

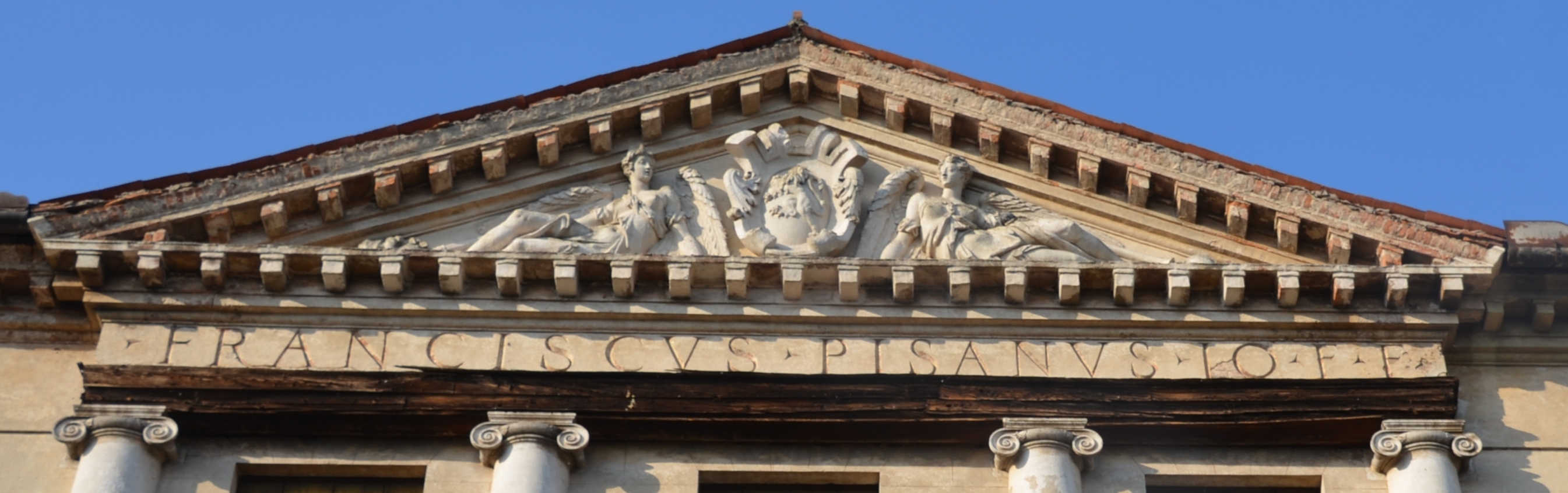
Dettaglio del timpano della Villa

I due fronti opposti della villa si compongono entrambi di un doppio ordine, di cui si riconosce il carattere dorico di quello inferiore, cui si sovrappone un ordine ionico. Nella facciata anteriore, al livello inferiore, il portale e le finestre laterali sormontate da lunette sono posti nei vuoti dell'ordine di semicolonne addossate alla parete. Il fregio dorico retto dalle semicolonne che percorre l'intero perimetro dell'edificio è decorato con triglifi e bucrani alternati. Al piano nobile, in una posizione coerente con quella degli infissi del livello inferiore, si collocano tre porte limitate da balaustre che poggiano direttamente sul fregio inferiore. Separate in altezza in modo importante dalle porte, si collocano tre finestre che anticipano un fregio ionico che reca l'iscrizione: "Franciscvs Pisanvs Io.[hannis] F.[ilius] F.[ecit]”. Il timpano che conclude la trabeazione porta il leone rampante affiancato da due figure alate, stemma dei Pisani. Nel fronte posteriore le colonne libere dei due livelli creano due ampi loggiati, le cui pareti sono caratterizzate da porte sormontate da cimase su mensole.

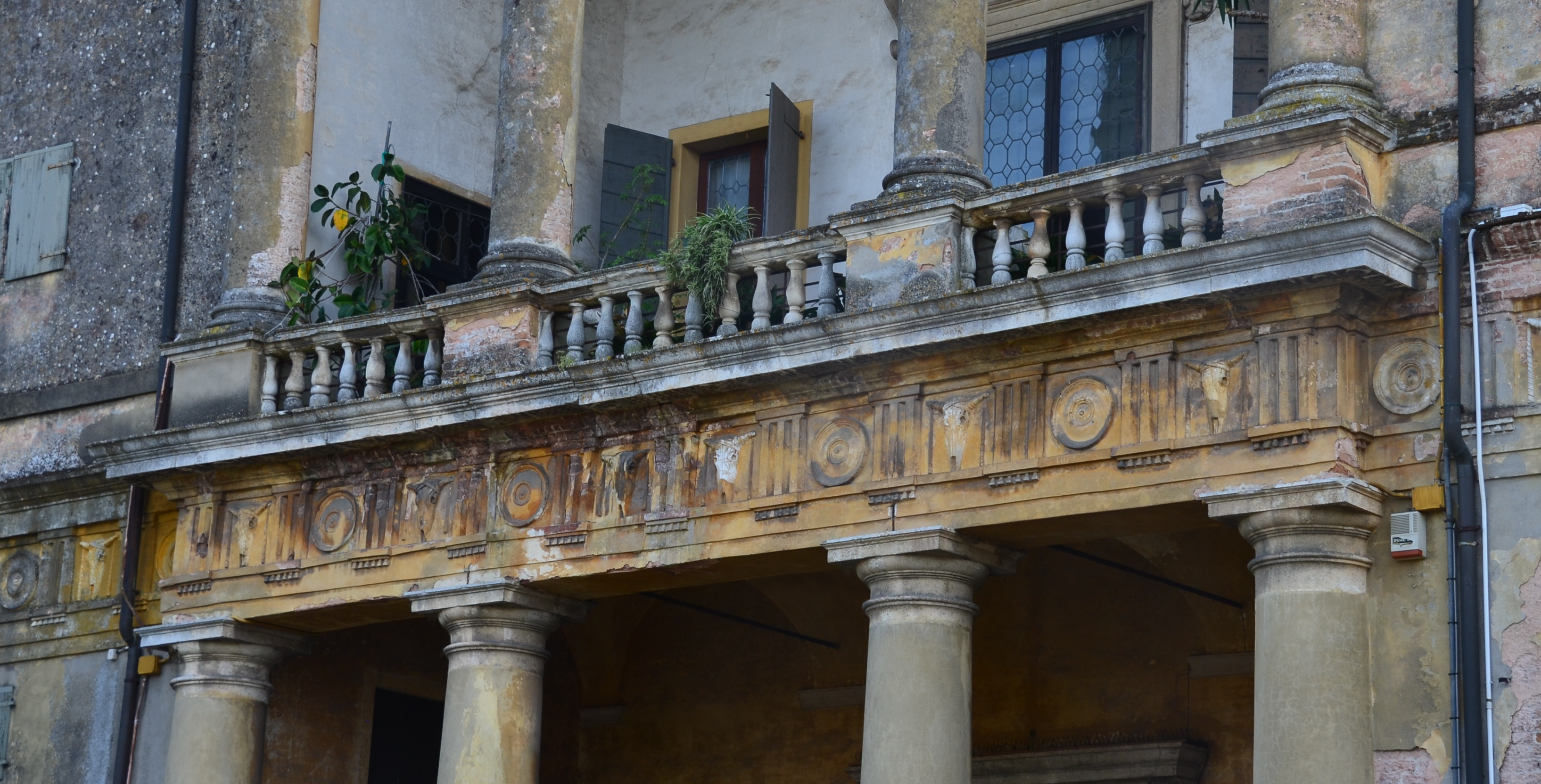
Trabeazione esterna della Villa Pisani a Montagnana

### Interno

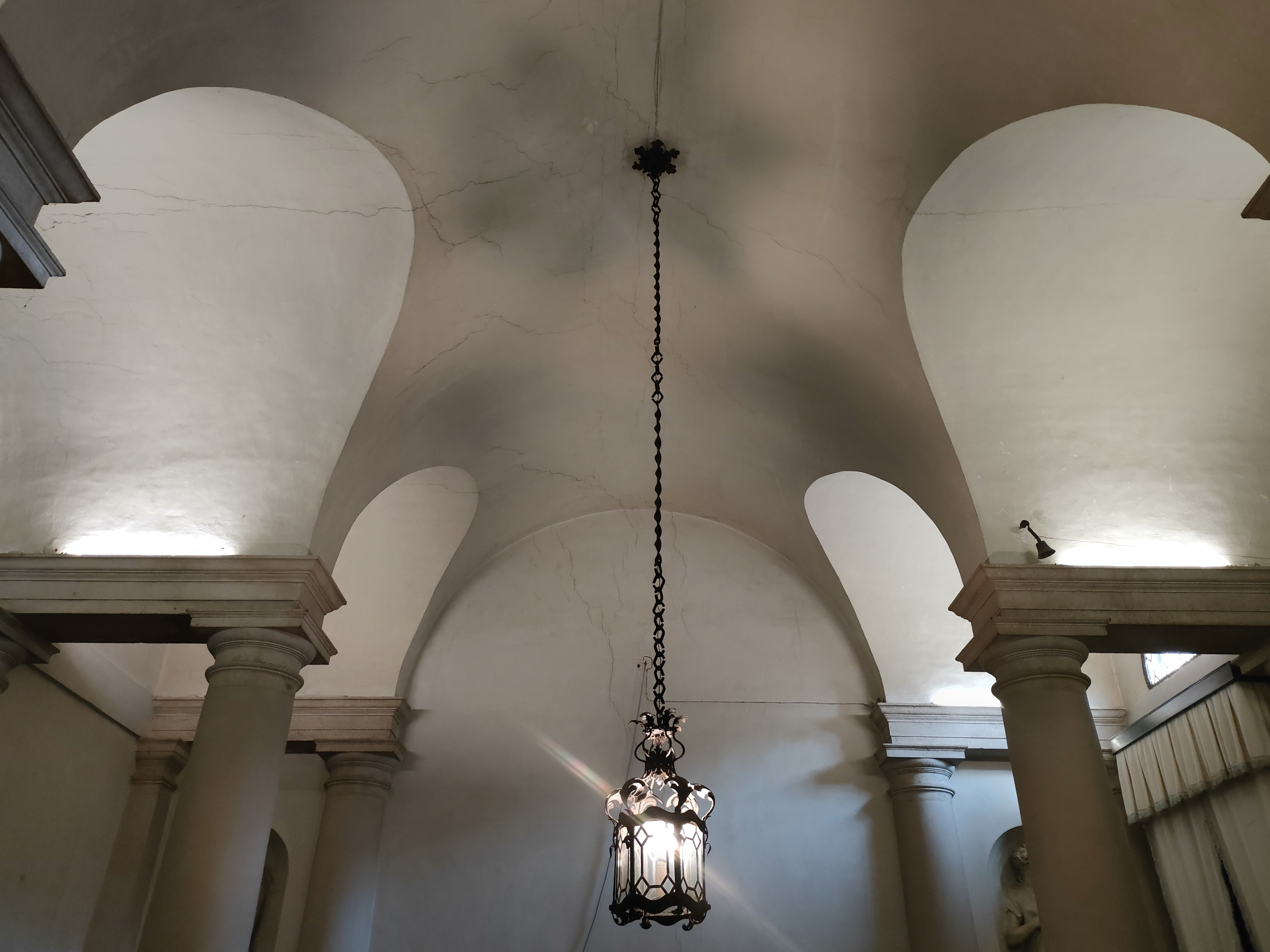
Le volte dell'atrio di quattro colonne

Caso raro nella produzione palladiana, la villa è a due piani: il superiore con gli appartamenti padronali, l'inferiore per la vita di tutti i giorni, quando si trattano affari e si ricevono i fittavoli, e non solo d'estate come provano i numerosi camini. I due livelli presentano la medesima articolazione degli spazi interni. Diversi sono invece i soffitti, che al piano terreno sono voltati, a partire dal notevole ambiente a semicolonne, una via di mezzo fra atrio e salone, chiaramente l'ambiente più importante della casa con sculture delle Quattro stagioni di Alessandro Vittoria, poco prima impegnato nel palladiano palazzo Thiene. I collegamenti verticali sono assicurati da scale a chiocciola ovate poste simmetricamente ai lati della loggia verso il giardino.
L'ingresso della villa è caratterizzato da un atrio di quattro colonne, elemento inaugurato dal Palladio verso la fine del quinto decennio nel palazzo per Iseppo da Porto a Vicenza. L'atrio di quattro colonne di cui Palladio stesso nel suo trattato scrive: "le colonne sostentano il pavimento della sala, e fanno l'altezza del volto bella, e secura", rappresenta una matrice che, con la sala di quattro colonne, risulta ricorrente nell'opera del Palladio, che nella progettazione e nella realizzazione di questi elementi, aveva seguito fedelmente, se non per le proporzioni, le direttive del trattato vitruviano.
Nell'atrio, sorgono lungo il perimetro murario delle nicchie, ciascuna delle quali ospita una statua: le quattro stagioni di Alessandro Vittoria. L'atrio, attraverso un andito, conduce alla loggia sul giardino, ambiente da cui è possibile accedere a due scale a chiocciola, che danno accesso al primo piano, o alla loggia del piano nobile, rivolta anche questa verso il giardino. Da questo spazio, attraverso un andito, si entra nell'ampia sala che si affaccia sulla strada. Attraverso la coppia di scale a chiocciola, il Palladio ha introdotto un doppio sviluppo in direzioni opposte lungo l'asse della villa: al piano terra, oltre l'atrio di quattro colonne e l'andito, si colloca il giardino, ove lo sguardo si apre alla vastità naturale; al primo piano, invece, la sala grande prospetta direttamente sul contesto urbano.

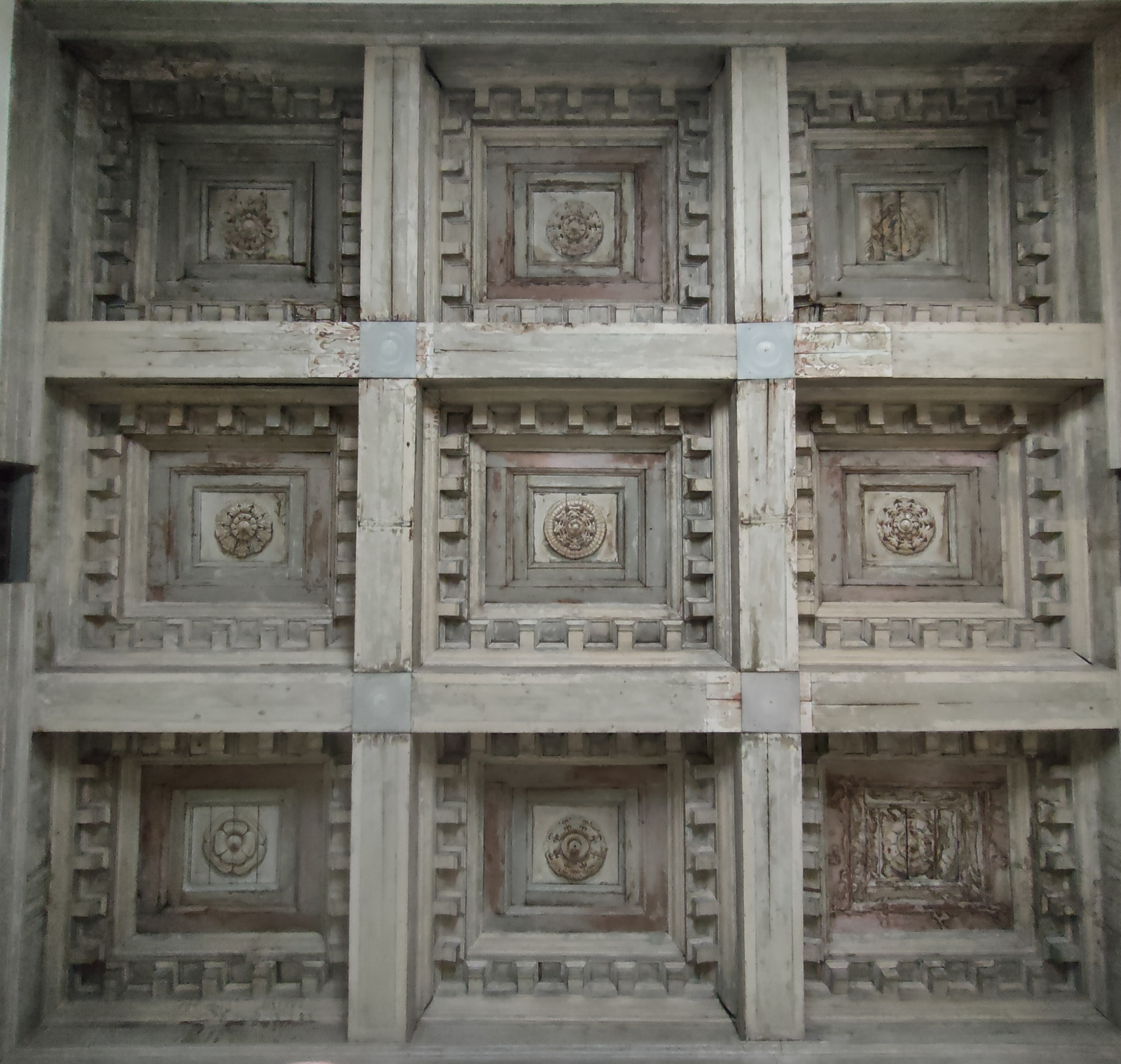
Il soffitto cassettonato al piano nobile della Villa
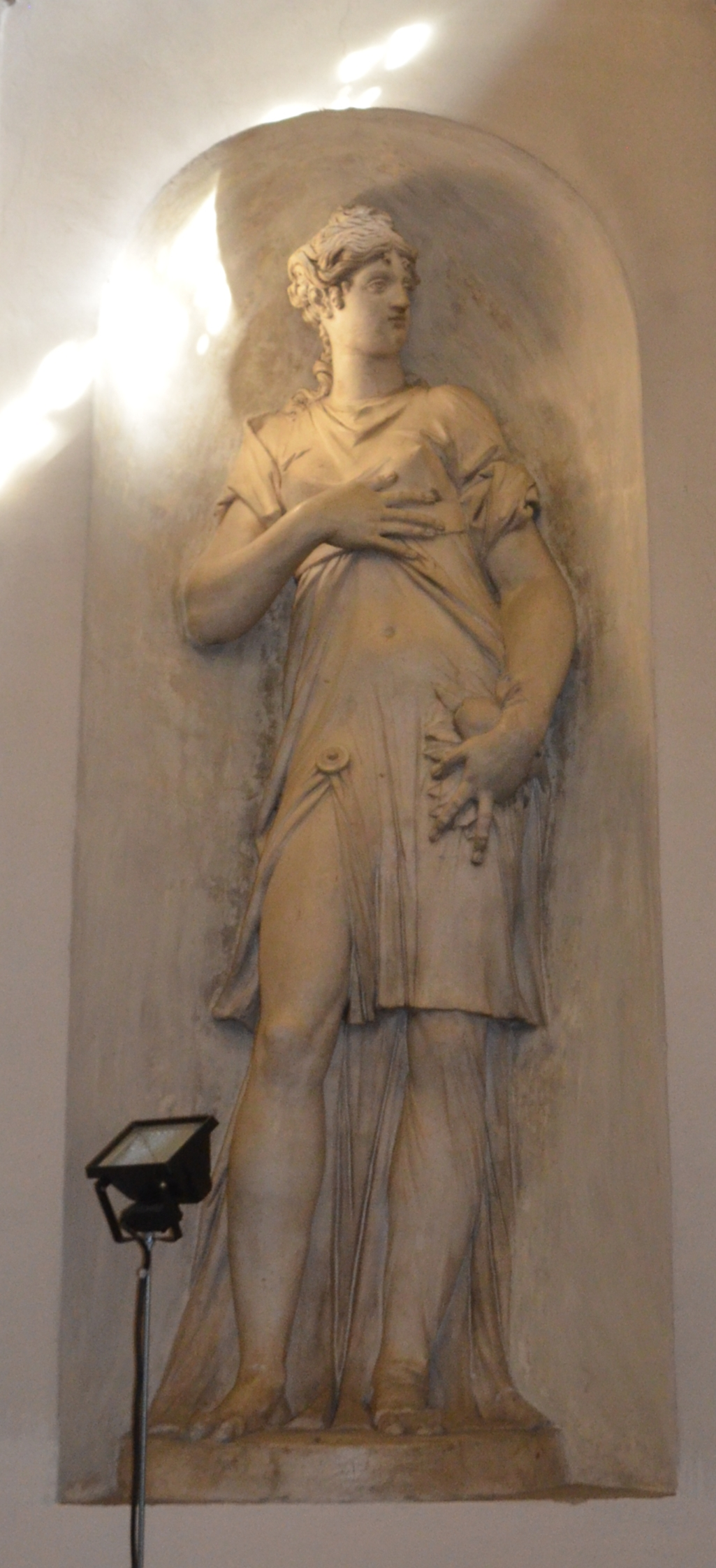
Primavera, di Alessandro Vittoria
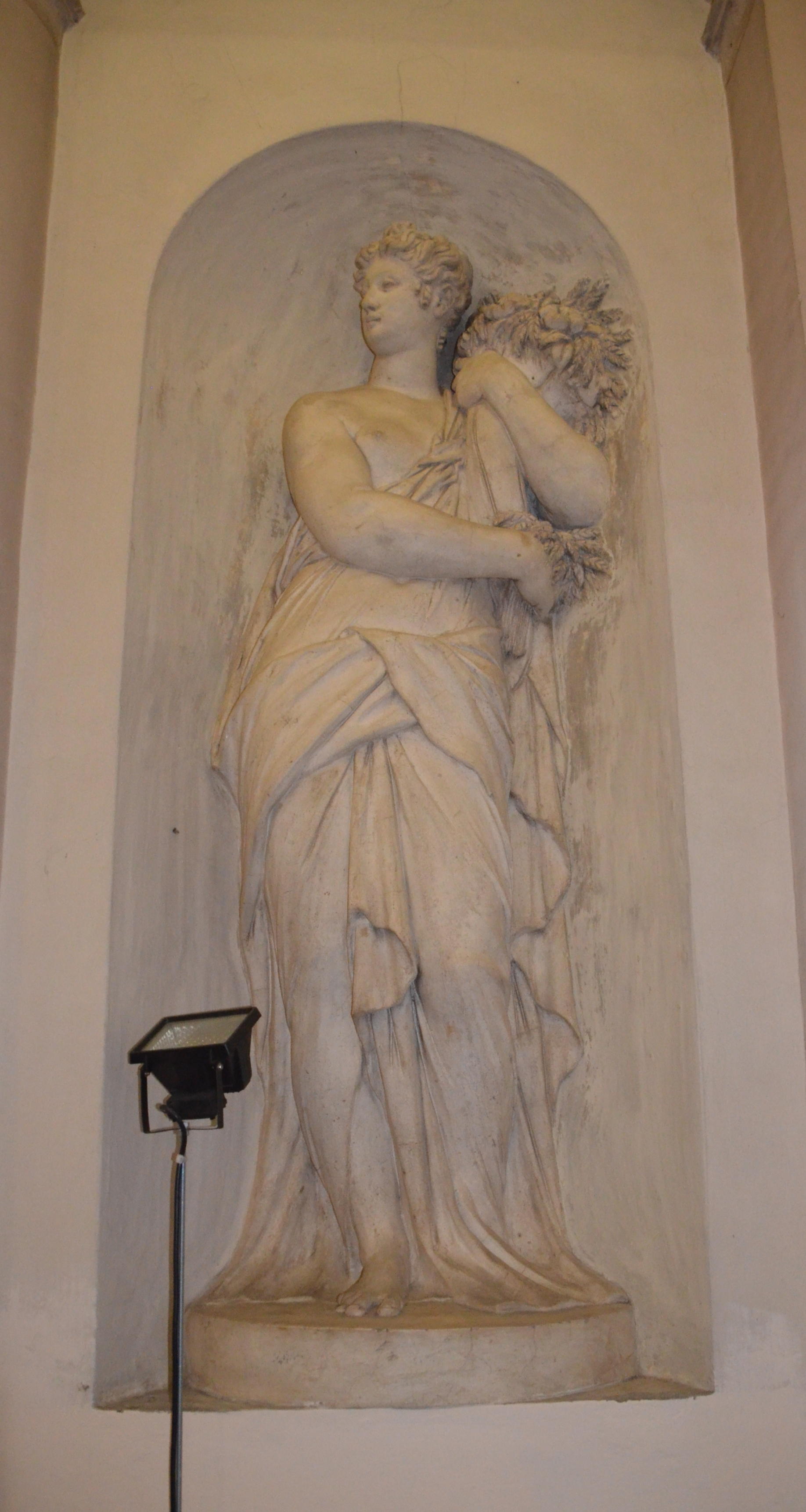
Estate, di Alessandro Vittoria
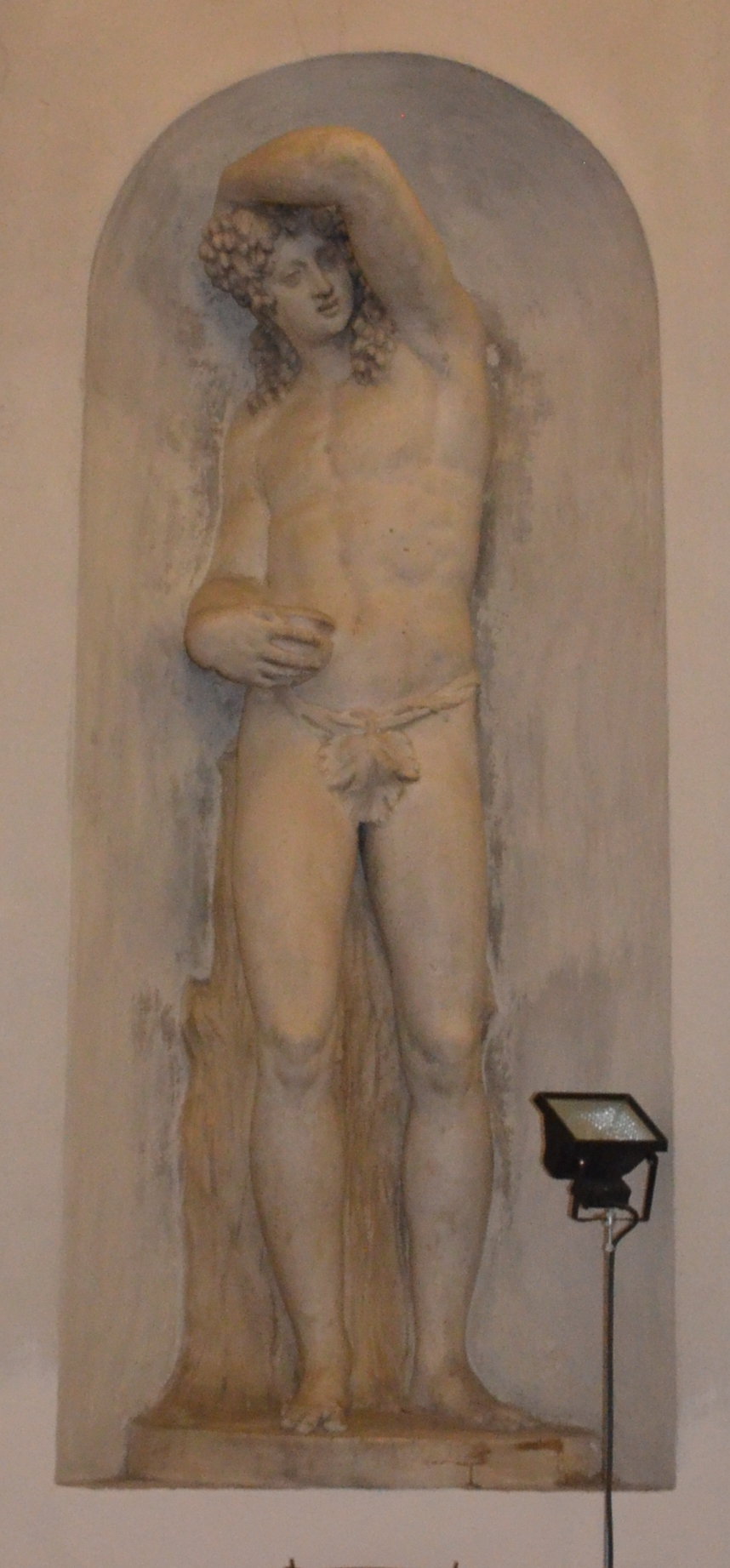
Autunno, di Alessandro Vittoria
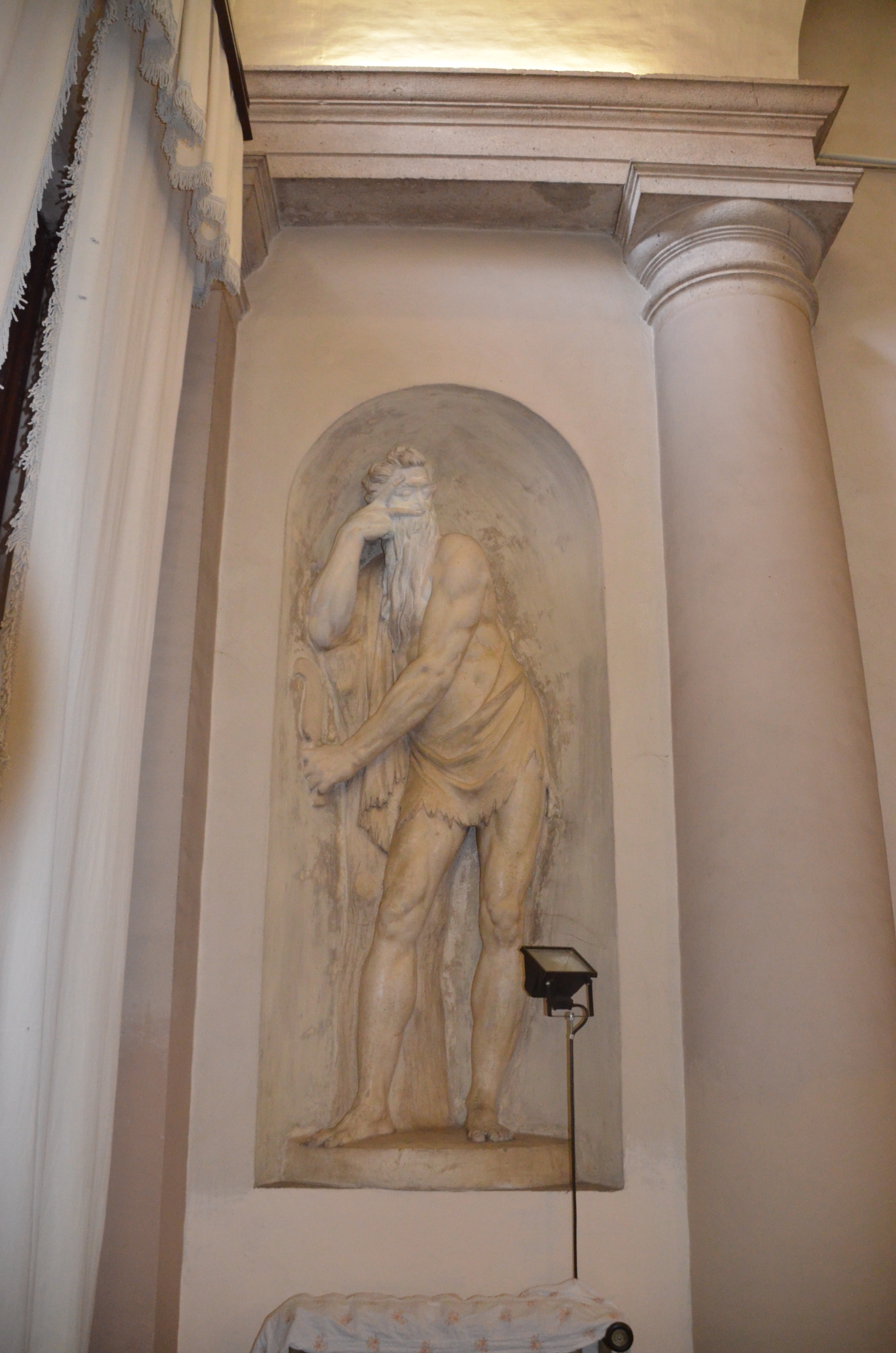
Inverno, di Alessandro Vittoria